# Sint-Christoffelkerk (Runkst)

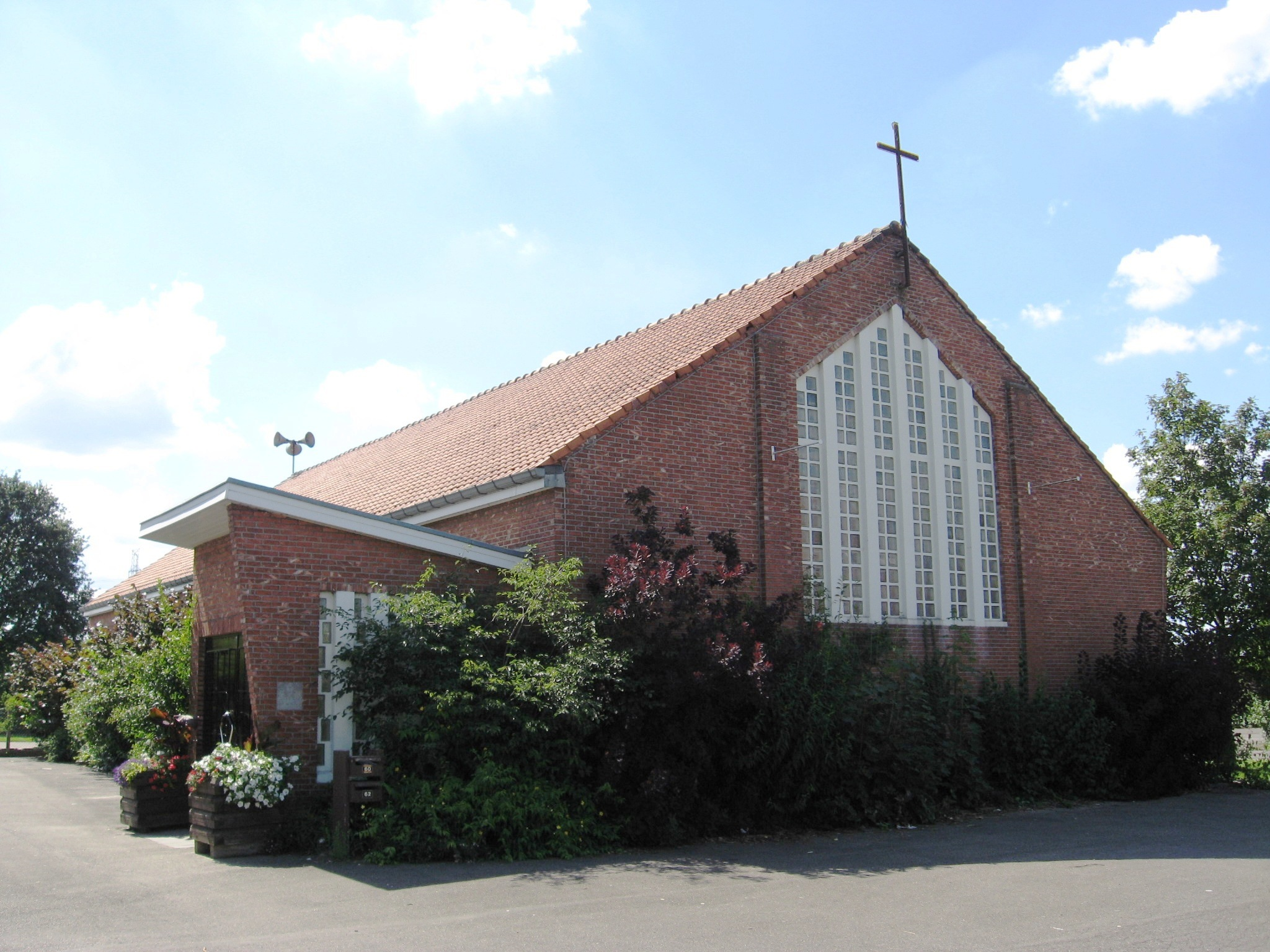
Sint-Christoffelkerk

De Sint-Christoffelkerk is een parochiekerk die zich bevindt aan de Veldstraat te Runkst, een wijk van Hasselt.
Vanaf 1959 waren er aan de Veldstraat een aantal noodlokalen waarin kleuterklassen waren gevestigd. Ook deden deze dienst als kapel, en op zondag werden er missen opgedragen.
In 1963 werd begonnen met nieuwbouw voor een kerkgebouw, dat in 1964 in gebruik werd genomen. Vanaf 1963 vindt er ook een jaarlijkse voertuiginzegening plaats. Pas in 1972 werd de Sint-Christoffelkerk verheven tot parochiekerk.
De Sint-Christoffelkerk is een eenvoudig gebouw in rode baksteen, onder zadeldak. Er is geen klokkentoren. Slechts een eenvoudig kruis siert het dak. Een eenvoudig glas-in-betonraam in de voorgevel is het enige dat opvalt.